# Rosanna (chanson)
Pour les articles homonymes, voir Rosanna.
Singles de Toto
Live for Today
(1981) Make Believe
(1982)
Clip vidéo
[vidéo] « Rosanna », sur YouTube
Rosanna est une chanson du groupe de rock américain Toto, enregistrée et sortie en 1982 sur l'album Toto IV. Elle sort le 31 mars 1982 de la même année en single chez Columbia Records. Cette chanson remporte le Grammy Award de l'enregistrement de l'année lors de la cérémonie de 1983. Rosanna est également nommée pour le prix de la chanson de l'année. Elle est associée au shuffle au milieu du temps du batteur Jeff Porcaro, communément appelé en anglais le « Rosanna shuffle ». Un clip vidéo a été tourné pour la chanson.
La chanson atteint la deuxième place du Billboard Hot 100 pendant cinq semaines consécutives, derrière Don't You Want Me de The Human League et Eye of the Tiger de Survivor. C'est aussi l'un des singles les mieux classés du groupe au Royaume-Uni, culminant au n° 12 sur le UK Singles Chart et restant dans le classement pendant huit semaines.

## La chanson
Une rumeur persistante autour de la chanson indique que Rosanna est écrite en l'honneur de l'actrice Rosanna Arquette. Dans un premier temps, David Paich, le pianiste du groupe auteur de la pièce, dément la rumeur et indique que le lien entre le titre de la chanson et le prénom de la comédienne n'est qu'une coïncidence. Presque 30 ans plus tard, ce dernier nuance ses propos. Il souligne que le groupe a en effet côtoyé Rosanna Arquette à une époque, et que l'actrice a bien été la source d'inspiration pour le titre de la chanson. En revanche, il précise que les paroles ne lui sont pas dédiées.
Le rythme sur Rosanna est particulier pour une chanson rock : le rythme sur le charleston est ternaire (en triolets), et la technique du shuffle est employée par le batteur Jeff Porcaro, inspiré par John Bonham et Bernard Purdie. Steve Lukather, le guitariste et Bobby Kimball, la voix principale, sont au chant.
Cette chanson vaut au groupe plusieurs récompenses aux Grammy Awards, dont Enregistrement de l'année 1983 et se classe deuxième aux États-Unis dans le Billboard Hot 100. Il s'agit par ailleurs du seul titre de Toto qui figure sur les quatre albums en concert du groupe : Absolutely Live, Livefields, Live in Amsterdam et Falling in Between Live. Il est un de ses morceaux de référence.
Steve Porcaro et Lukather la décrivent comme « la meilleure chanson de Toto ».

## Crédits

### Toto
- Bobby Kimball : chant
- Steve Lukather : guitares, chant
- David Paich : claviers, chant
- Steve Porcaro : claviers, chant
- David Hungate : basse
- Jeff Porcaro : batterie, percussions

### Musiciens additionnels
- Lenny Castro – percussions, conga
- Tom Scott – saxophone
- Jim Horn – saxophone
- Gary Grant – trompette
- Jerry Hey – trompette et cor
- James Pankow – trombone
- Tom Kelly – voix

## Classements et certifications
| Classement (1982–1983)                 | Meilleure position |
| -------------------------------------- | ------------------ |
| Afrique du Sud (Springbok Radio)       | 3                  |
| Allemagne de l'Ouest (Media Control)   | 24                 |
| Australie (Kent Music Report)          | 16                 |
| Autriche (Ö3 Austria Top 40)           | 11                 |
| Belgique (Flandre Ultratop 50 Singles) | 20                 |
| Belgique (Flandre BRT Top 30)          | 22                 |
| Canada (50 Singles)                    | 4                  |
| Canada (Adult Contemporary)            | 7                  |
| Canada (CHUM)                          | 2                  |
| Espagne (Top 40 Radio Chart)           | 31                 |
| États-Unis (Hot 100)                   | 2                  |
| États-Unis (Adult Contemporary)        | 17                 |
| États-Unis (Top Rock Tracks)           | 8                  |
| États-Unis (Cash Box)                  | 2                  |
| France (SNEP)                          | 46                 |
| Irlande (IRMA)                         | 11                 |
| Italie (FIMI)                          | 12                 |
| Norvège (VG-lista)                     | 2                  |
| Nouvelle-Zélande (RMNZ)                | 22                 |
| Pays-Bas (Nederlandse Top 40)          | 3                  |
| Pays-Bas (Single Top 100)              | 6                  |
| Pologne (ZPAV)                         | 14                 |
| Royaume-Uni (UK Singles Chart)         | 12                 |
| Suisse (Schweizer Hitparade)           | 3                  |

| Classement (1982)                | Position |
| -------------------------------- | -------- |
| Afrique du Sud (Springbok Radio) | 15       |
| Australie (Kent Music Report)    | 74       |
| Canada (Top 100 Singles)         | 27       |
| États-Unis (Hot 100)             | 14       |
| États-Unis (Cash Box)            | 18       |
| Italie (FIMI)                    | 30       |
| Pays-Bas (Nederlandse Top 40)    | 31       |
| Pays-Bas (Single Top 100)        | 69       |

| Classement (1958-2018) | Position |
| ---------------------- | -------- |
| États-Unis (Hot 100)   | 480      |

| Pays | Certification | Ventes certifiées |
| --- | ------------- | ----------------- |
| Australie (ARIA)                                                                                                 | Or            | 35 000^           |
| Canada (CRIA) | Or            | 50 000^           |
| États-Unis (RIAA)                                                                                                | Or            | 500 000‡          |
| Royaume-Uni (BPI)                                                                                                | Argent        | 200 000‡          |
| ^Mise en rayon selon la certification xNon précisé par la certification ‡ventes/streaming selon la certification |               |                   |

## Dans la culture populaire
Dans la saison 3 d’ American Horror Story, Evan Peters reprend la chanson.
La chanson est présentée dans l'épisode intitulé Le Tuyau d'arrosage de la saison 4 de The Middle.

## Autres version et reprises
- Le titre est repris en public par Toto sur l'album en public Papa Was a Sexy Dancer (1992)
- Le groupe Yoso, formé de Bobby Kimball, Billy Sherwood et Tony Kaye, reprend la chanson en concert en 2009 et 2010[44], et sur son album en concert Elements (2010)[45]
- En 2018, le groupe rock américain Weezer sort une reprise de la chanson pour se moquer d'une tentative des fans de leur faire reprendre Africa, une autre chanson de Toto que le groupe reprend également par la suite[46].